# Автошлях E123
Європейський маршрут E123 — автомобільний європейський автомобільний маршрут категорії А, що з'єднує Уральський регіон із Центральною Азією. Поєднує міста Челябінської області РФ, а також Казахстану, Узбекистану та Таджикистану.

## Маршрут
Загальна протяжність становить 2 840 км.
- - А310 Челябінськ — Троїцьк
- - М36 Підгородка — Костанай — Західне
  - A342 Західне — Есиль — Державінськ — Аркалик — Жезказган
  - A344 Жезказган — Кизилорда
  - М32 Кизилорда — Шимкент
  - М39 Шимкент — Фронтовий
- - М34 Ташкент — Ховос
- - М34 Лягін
- - М34 Кошкент
- - М34 Істаравшан — Айни — Душанбе
  -  Душанбе — Нижній Пяндж